# Seleção Belizenha de Futebol
A Seleção Belizenha de Futebol é a equipe nacional de Belize e é controlado pela Federação de Futebol de Belize. É filiada à União Centro-Americana de Futebol, principal divisão regional da CONCACAF.
Apesar de ter ganhado a independência do Reino Unido em 1980 (e de que muitas das atuais colônias do Reino Unido têm equipes internacionais), Belize passou a jogar internacionalmente apenas em 1995, quando fez sua estreia na Copa das Nações UNCAF e foi eliminada na primeira rodada depois de perder para El Salvador (3 a 0 e 2 a 1) e Costa Rica (2 a 1). A maior vitória dos jaguares aconteceu em 2002, quando goleou a Nicarágua por 7 a 0. Suas maiores derrotas foram pelo mesmo placar, agora a favor de Costa Rica e México, respectivamente em 1999 e 2008.
É a equipe mais fraca da América Central Continental, de acordo com o ranking mundial da FIFA, sem Copas do Mundo e apenas uma participação na Copa Ouro da CONCACAF, e ainda sendo eliminado ainda na primeira fase em uma única participação em 2013. Em setembro de 2011, atingiu a sua colocação mais alta, 134º lugar.

## Suspensão da FIFA
Em 15 de junho de 2011, Belize iniciou sua campanha para as eliminatórias para a Copa do Mundo de 2014 contra a fraca Montserrat, ganhando de 5-2 fora de casa em um jogo disputado no Estádio Ato Boldon, na cidade de Couva, em Trinidad e Tobago. No entanto, o jogo de volta, que estava marcado para 19 de junho, foi adiado pela FIFA, quando a mesma suspendeu a FFB devido à interferências governamentais.

## Instalações Desportivas
O FFB Field, em Belmopan, é a casa da seleção de Belize. O estádio também é utilizado pelo Belmopan Blaze no Campeonato Belizenho de Futebol. Antes deste estádio, Belize não tinha instalações que seguissem as especificações da FIFA.

## Participações internacionais

### Registro de Copas do Mundo
- 1930 até 1994 - Não existiam
- 1998 até 2018 - Não se classificaram

### Registro de Copas Ouro
- 1991 até 1993 - Não existiam
- 1996 até 2002 - Não se classificou
- 2003 - Não entraram
- 2005 até 2011 - Não se classificou
- 2013 - Eliminados na primeira rodada
- 2015 até 2019 - Não se classificou

### Registro de Copas das Nações UNCAF
- 1991 até 1993 - Não existiam
- 1995 - Primeira rodada
- 1997 - Não se classificaram
- 1999 - Primeira rodada
- 2001 - Primeira rodada
- 2003 - Não entraram
- 2005 - Primeira rodada
- 2007 - Primeira rodada
- 2009 - Primeira rodada
- 2011 - Primeira rodada
- 2013 - Quarto lugar
- 2015 - Primeira rodada

O torneio de 1995 em El Salvador foi a estreia internacional de Belize. Jogaram com os anfitriões em sua primeira partida internacional em 29 de novembro pelo Grupo A. El Salvador venceu por 3-0 com todos os gols marcados no segundo tempo. Em 1º de dezembro, Belize marcou seu primeiro gol de todos na derrota por 2-1 para a Costa Rica e foi eliminada da competição.

## Eliminatórias para Copas do Mundo
- Eliminatórias da Copa do Mundo FIFA de 1998 - CONCACAF

Primeira Fase
- - 2 de junho de 1996, Cidade de Belize, Belize: Belize 1 - 2 Panamá
  - 9 de junho de 1996, Cidade do Panamá, Panamá: Panamá 4 - 1 Belize; o Panamá avançou pelo agregado de 6-2.
- Eliminatórias da Copa do Mundo FIFA de 2002 - CONCACAF

Primeira Fase
- - 5 de março de 2000, San Salvador, El Salvador: El Salvador 5 - 0 Belize
  - 19 de março de 2000, San Pedro Sula, Honduras: Belize 1 - 2 Guatemala1
  - 16 de abril de 2000, Belmopan, Belize: Belize 1 - 3 El Salvador
  - 19 de maio de 2000, San Pedro Sula, Honduras: Guatemala 0 - 0 Belize1

El Salvador avançou para a semifinal; Guatemala avançou para a repescagem.
1As partidas entre Belize e Guatemala foram realizadas em campo neutro devido à disputas de fronteira.
- Eliminatórias da Copa do Mundo FIFA de 2006 - CONCACAF

Primeira Fase
- - 13 de junho de 2004, Kingston, Canadá: Canadá 4 - 0 Belize
  - 16 de junho de 2004, Kingston, Canadá: Belize 0 - 4 Canadá; Canadá avançou para a segunda fase com o agregado de 8-0.
- Eliminatórias da Copa do Mundo FIFA de 2010 - CONCACAF

Primeira Fase
- - 6 de fevereiro de 2008, Cidade da Guatemala, Guatemala: Belize 3 - 1 São Cristóvão e Nevis
  - 26 de março de 2008, Basseterre, São Cristóvão e Nevis: São Cristóvão e Nevis 1 - 1 Belize

Belize avançou para a segunda rodada com o agregado de 4-1.
Segunda Fase
- - 15 de junho de 2008, Houston, EUA: Belize 0 - 2 México2
  - 21 de junho de 2008, Nuevo León, México: México 7 - 0 Belize

México avançou para a terceira fase pelo agregado de 9-0.
2Belize mudou sua partida em casa para os Estados Unidos.

## Artilheiros
| #  | Nome            | Gols | Carreira na seleção |
| -- | --------------- | ---- | ------------------- |
| 1  | Deon McCaulay   | 23   | 2007–               |
| 2  | Dion Frazer     | 5    | 2000–2008           |
| =  | Harrison Róchez | 5    | 2004–2015           |
| =  | Elroy Kuylen    | 5    | 2009–               |
| =  | Elroy Smith     | 5    | 2004–               |
| 6  | Norman Nuñez    | 3    | 1995–2005           |
| =  | Vallan Symms    | 3    | 2000–2011           |
| =  | Bent Burgess    | 3    | 2000–2002           |
| =  | Krisean Lopez   | 3    | 2008–               |
| 10 | David MacCauley | 2    | 1995–1996           |
| =  | Aaron Nolberto  | 2    | 1999–2001           |
| =  | Daniel Jiménez  | 2    | 2008–               |

Nota: Jogadores em negrito que ainda são convocados para a Seleção de Belize.

## Mais partidas disputadas
| #  | Nome            | Jogos | Carreira na seleção |
| -- | --------------- | ----- | ------------------- |
| 1  | Elroy Smith     | 53    | 2004–               |
| 2  | Ian Gaynair     | 46    | 2007–               |
| 3  | Deon McCaulay   | 44    | 2007–               |
| 4  | Harrison Róchez | 39    | 2004–2015           |
| 5  | Dalton Eiley    | 39    | 2005–               |
| 6  | Trevor Lennen   | 36    | 2005–               |
| 7  | Daniel Jiménez  | 35    | 2008–               |
| 8  | Woodrow West    | 31    | 2008–               |
| 9  | Elroy Kuylen    | 30    | 2009–               |
| 10 | Shane Orio      | 28    | 2000–               |
| 11 | Victor Morales  | 27    | 2004–2011           |
| 12 | Evral Trapp     | 26    | 2010–               |

Nota: Jogadores em negrito que ainda são convocados para a Seleção de Belize.

## Equipe técnica
| Nome                    | Nac.   | Posição               |
| ----------------------- | ------ | --------------------- |
| Vincenzo Alberto Annese | Itália | Treinador             |
| Charles Slusher         | Belize | Assistente técnico    |
| Peter Jones             | Belize | Assistente técnico    |
| Jack Striders           | Belize | Diretor técnico       |
| Kent Gabourel Sr.       | Belize | Treinador de goleiros |
| Shaun Woodmac           | Belize | Preparador físico     |
| Thomas Rivars           | Belize | Fisioterapeuta        |

## Treinadores
| Técnico                                                                             | Período no cargo | Jogos | Vitórias | Empates | Derrotas |
| ----------------------------------------------------------------------------------- | ---------------- | ----- | -------- | ------- | -------- |
| Michael Winston                                                                     | 1995–1996        | 4     | 0        | 0       | 4        |
| Manuel Bilches                                                                      | 2000             | 4     | 0        | 1       | 3        |
| Leroy Sherrier Lewis                                                                | 2001             | 5     | 3        | 1       | 1        |
| Eduardo Santana                                                                     | 2003             | 0     | 0        | 0       | 0        |
| Anthony Adderly                                                                     | 2004–2006        | 5     | 0        | 0       | 5        |
| Antônio Carlos Vieira                                                               | 2006–2007        | 3     | 0        | 0       | 3        |
| Palmiro Salas                                                                       | 2008             | 2     | 1        | 0       | 1        |
| Ian Mork                                                                            | 2008             | 4     | 0        | 1       | 3        |
| Renan Couch                                                                         | 2008–2009        | 3     | 0        | 1       | 2        |
| [[Ficheiro:\|22x20px\|border \|alt=Honduras\|link=Honduras]] José de la Paz Herrera | 2010–2012        | 7     | 2        | 2       | 3        |
| Leroy Sherrier Lewis                                                                | 2012–2013        | 5     | 1        | 1       | 3        |
| Charlie Slusher                                                                     | 2013             | 1     | 0        | 1       | 0        |
| Ian Mork                                                                            | 2013–            | 4     | 0        | 1       | 3        |
| Leroy Sherrier Lewis                                                                | 2013–2014        | 4     | 0        | 1       | 3        |
| Jorge Nunez                                                                         | 2015–2016        | 4     | 2        | 2       | 0        |
| Richard Orlowski                                                                    | 2016–2018        | 5     | 0        | 1       | 4        |
| Palmiro Salas                                                                       | 2018–2019        |       |          |         |          |
| Vincenzo Alberto Annese                                                             | 2019–2020        |       |          |         |          |

## Tabela e Resultados Recentes
| Categoria | Time da Casa | Resultado | Time Visitante    | Data                  | Sede                                       | Marcador(es) (Casa)                                                                        | Marcador(es) (Visitante)                                                     |
| --------- | ------------ | --------- | ----------------- | --------------------- | ------------------------------------------ | ------------------------------------------------------------------------------------------ | ---------------------------------------------------------------------------- |
| Amistoso  | Belize       | 0 – 0     | Trindade e Tobago | 9 de setembro de 2010 | FFB Field, Belmopan                        | nenhum                                                                                     | nenhum                                                                       |
| Amistoso  | Guatemala    | 4 – 2     | Belize            | 9 de outubro de 2010  | Estádio Julián Tesucún, El Petén           | Guatemala: Jonny Brown 21' Mario Castellanos 50' Dwight Pezzarossi 68' Carlos Figueroa 74' | Belize: Harrison Róchez 43' Elroy Kuylen 55'                                 |
| CCA       | Panamá       | 2 – 0     | Belize            | 14 de janeiro de 2011 | Estádio Rommel Fernández, Cidade do Panamá | Panamá: Aguilar 22' · Brown 28'                                                            | nenhum                                                                       |
| CCa       | Belize       | 2 – 5     | El Salvador       | 16 de janeiro de 2011 | Estádio Rommel Fernández, Cidade do Panamá | El Salvador: Romero 15' · Burgos 24', 46' · Alas 54' · Umanzor 59'                         | Belize: Smith 45+1' (pen.) · O. Jiménez 76'                                  |
| CCA       | Belize       | 1 – 1     | Nicarágua         | 18 de janeiro de 2011 | Estádio Rommel Fernández, Cidade do Panamá | Belize: D. Jiménez 81'                                                                     | Nicaragua: Espinoza 10' (pen.)                                               |
| ECP       | Montserrat   | 2 – 5     | Belize            | 15 de junho 2011      | Estádio Ato Boldon, Couva                  | Montserrat: Jaylee Hodgson 44', 86'                                                        | Belize: Deon McCaulay 24', 74', 83' · Harrison Róchez 50' · Elroy Kuylen 53' |
| ECP       | Belize       | 3 - 1     | Montserrat        | 18 de julho de 2011   | FFB Field, Belmopan                        | Belize: D. Jiménez 23' · Deon McCaulay 58' · Luis Mendez 60'                               | Montserrat: Jaylee Hodgson 58'                                               |